# 路易斯安那购地博览会金币
路易斯安那购地博览会金币（英語：Louisiana Purchase Exposition dollar）是美国铸币局首席雕刻师查尔斯·爱德华·巴伯设计的一种金质纪念币，其上所刻年份为1903。硬币正面有两种不同的设计，其中一种所刻的是前总统托马斯·杰斐逊，另一种是前不久遭刺杀的总统威廉·麦金莱。金币发行旨在纪念1904年在密苏里州圣路易斯举办的路易斯安那购地博览会，虽然这不是美国历史上第一种纪念币，但却是第一种金质纪念币。
路易斯安那购地博览会原计划在1903年开幕，组织者希望用纪念币来为展会筹资。联邦国会于1902年授权发行金币，博览会组委会及钱币学家法兰·泽布提议让硬币同时发行两种设计，希望借此提升销量。
博览会推迟到1904年4月底开幕，金币销售情况欠佳，大部分之后只能熔毁。泽布曾信誓旦旦地保证会按硬币发行价销售，但却没能信守承诺，展会闭幕后，纪念币的价格就开始下跌。然而，此事并没有影响泽布的前程，他之后又成为其它纪念币的销售商，还担任过美国钱币协会主席。金币的价格逐渐回升，于1915年恢复到发行价，如今，这种硬币视成色不同，价格范围在数百到数千美元之间。

## 背景
17至18世纪，法国探险家探索了密西西比河流域的广大区域。1682年，拉萨尔爵士勒内·罗贝尔·卡弗利耶（René-Robert Cavelier, Sieur de La Salle）宣布整个密西西比河流域均成为法国属地，并以国王路易十四将之命名为路易斯安那。1756至1763年间的法国－印第安人战争结束后，法国失去了位于西半球的大部分殖民地，但在战争中取胜的英国并没有獲得密西西比河流域的主权，法国于1762年与西班牙秘密缔结枫丹白露条约，将路易斯安那转手西班牙。
1799年，拿破仑一世上台。他一心要重振法兰西帝国，于1800年通过第三次圣伊尔德丰索条约及其他协定从西班牙手中取回路易斯安那领地。这些协定起初秘而不宣，但新上任的美国总统托马斯·杰斐逊在1801年得知了相应情况。杰斐逊担心新奥尔良港口会停止向美国船只开放，于是派前弗吉尼亚州联邦参议员詹姆斯·门罗前往法国协助美国公使罗伯特·李维顿购买密西西比河下游流域，联邦国会为此批款200万美元。

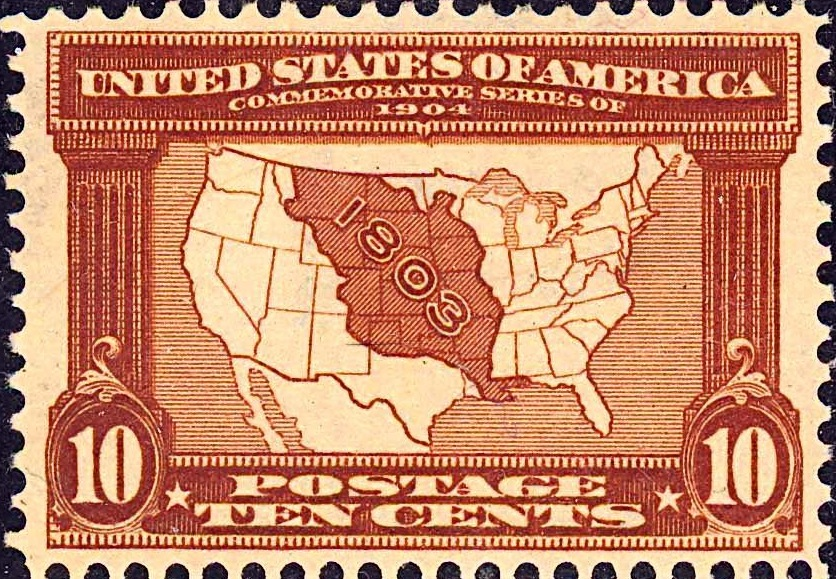
纪念路易斯安那购地博览会的10美分面额邮票，其上以红色显示，并且有“1803”字样的部分就是美国通过路易斯安那购地获得的领土。

美国人见到拿破仑时，发现对方想要出售的是整个路易斯安那领地，其中许多地区都还没有经过白人的探索，也没有地图。拿破仑这时正面临军队在海地的战败，担心英国会强夺新奥尔良，导致法国失去整个路易斯安那而且得不到任何补偿。经过一番讨价还价，双方同意以6000万法郎成交，外加2000万法朗用来支付美国公民向法国提出的索赔要求。这样，美国就以约1500万美元的代价，买下了214万6000平方公里土地。双方于1803年4月30日签署协议，虽然当时对这一购地行为是否合宪尚存疑问，但联邦参议院还是在同年10月20日批准了协议，美国于两个月后正式接手这一地区。
路易斯安那购地令美国国土面积擴大了一倍有余，包含有如今美国中部的大部分地区。国会希望能在路易斯安那购地100周年之际举行纪念活动，因此通过法案授权举办世界博览会，总统威廉·麦金莱于1901年3月3日签署法案，他在这年9月遇刺身亡。
1902年6月28日，总统西奥多·罗斯福签署拨款法案，资助路易斯安那购地博览会500万美元，并授权制作路易斯安那购地博览会金币。法案授权制作25万枚面值为1美元的金币，这些金币会作为国会拨款的组成部分交付给博览会主办方，后者需要缴纳保证金，确保他们会达成法案中的其他要求。法案中没有具体规定硬币上的文字和设计，交由财政部长酌情决定。

## 准备

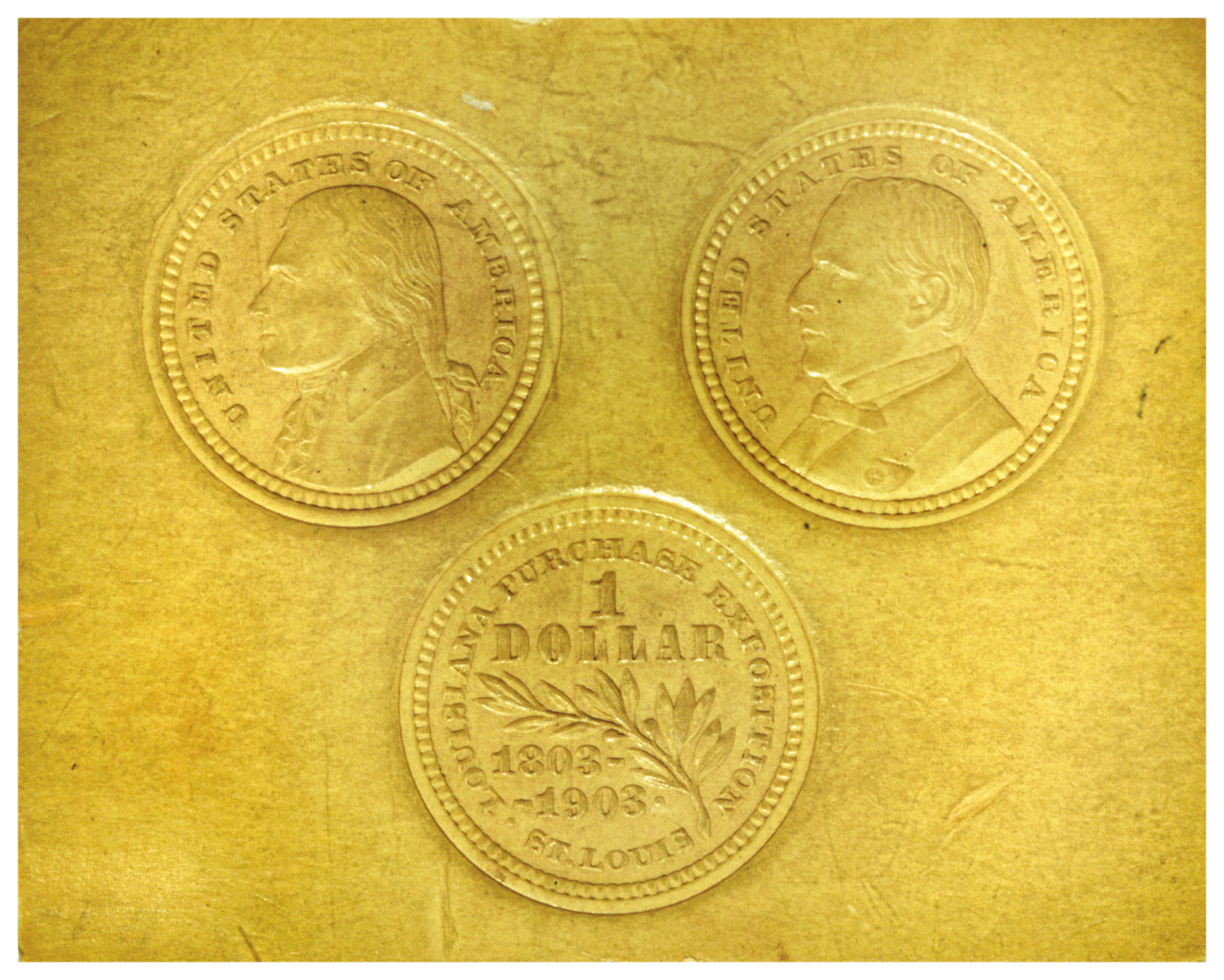
图案币版本金币模具在纸板上的印痕，其背面的橄榄枝比实际发行的硬币要大。

安东尼·斯沃泰克（Anthony Swiatek）和沃尔特·布林（Walter Breen）曾撰写过有关美国早期纪念币的百科全书，书中认为，硬币上采用多种设计是“通过某些未经记录的协议”达成的决定。法案中对具体设计语焉不详，给铸币局的宽泛解读留下空间，钱币学家法兰·泽布呼吁铸币局打造多种金币，声称这样对硬币的销量有好处。泽布曾于1908至1910年间担任美国钱币协会（American Numismatic Association）主席，是经验丰富的钱币收藏家和交易商，还通过“世界货币”（Money of the World）巡回展览鼓励人们收藏钱币。他从1892年就开始投身纪念币营销，销售哥伦布半美元，路易斯安那购地博览会组委会授权他独家经营路易斯安那购地博览会金币。
1902年8月12日，财政部长莱斯利·M·肖（Leslie M. Shaw）致信博览会倡导者、前密苏里州州长大卫·R·弗朗西斯（David R. Francis），询问博览会组织方对硬币背面的设计有什么建议。弗朗西斯的回应已无从考证，铸币局起初打算在背面刻上橄榄枝环绕的数字“1”。但局长乔治·E·罗伯茨（George E. Roberts）显然对这种设计很不满意，为此费城铸币局局长约翰·兰迪斯于1902年10月2日致信罗伯茨，信中包含有印在纸板上的原版及修改过的背面设计。新设计中将硬币面值以英语单词标出，信中表明这是应罗伯茨的要求所做的调整。10月13日，铸币局首席雕刻师查尔斯·爱德华·巴伯前往首都哥伦比亚特区，与罗伯茨探讨硬币设计。罗伯茨觉得橄榄枝的尺寸相对于硬币及其上字母的尺寸来说“过于显眼”，要求把树枝缩小。从最终制作出的硬币来看，巴伯显然做到了罗伯茨的这一要求。到了1902年9月，巴伯制作出硬币正面的两种金属模具，分别显示麦金莱和杰斐逊的头像。

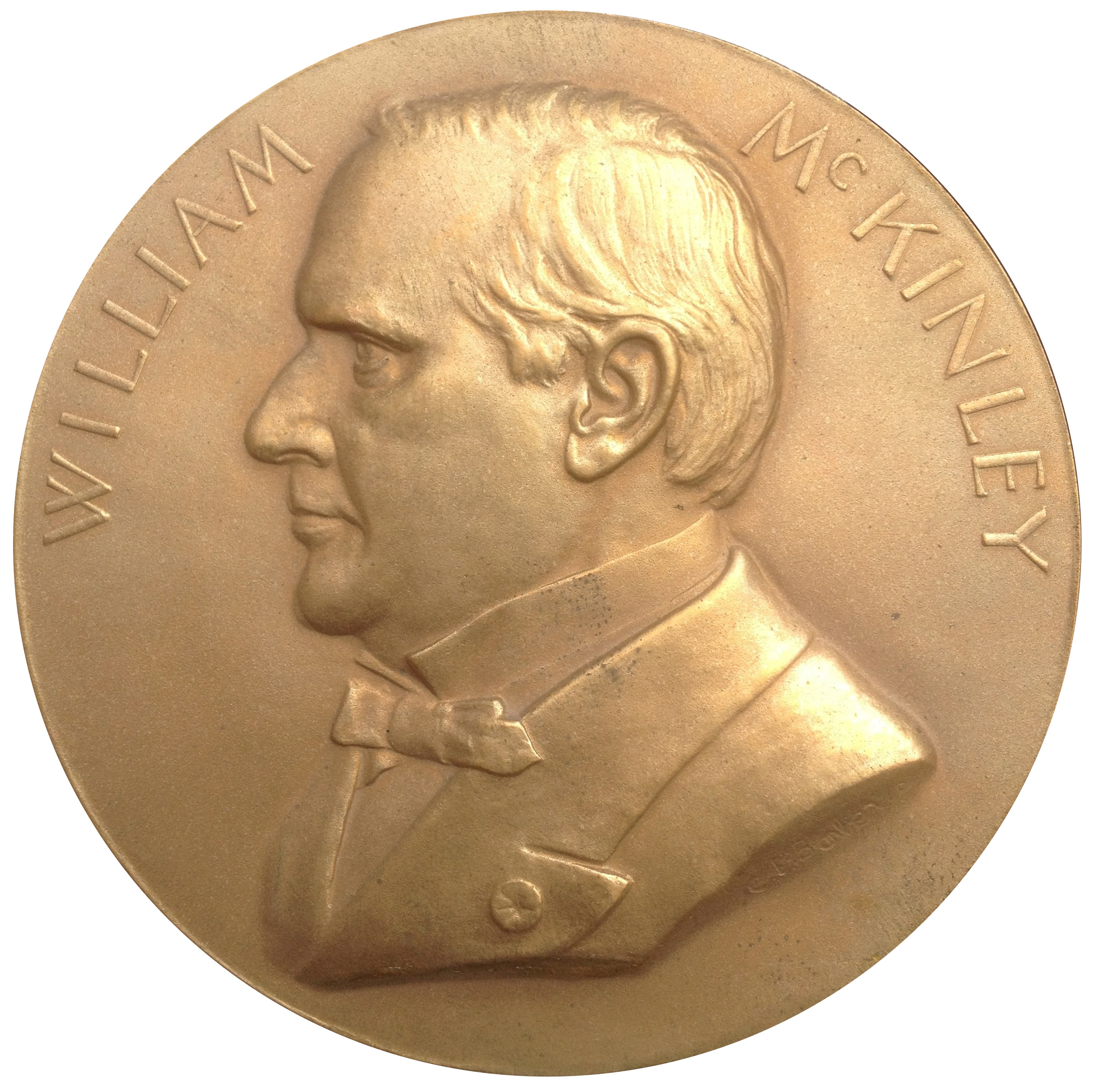
这枚以威廉·麦金莱为主题的奖章也是由巴伯设计，他在之后设计路易斯安那购地博览会金币时就是根据这一奖章设计了硬币的麦金莱版正面。

1902年12月，费城铸币局生产了7万5080枚金币，其上所刻的年份是1903，这与铸币局通常会刻上硬币铸造年份的做法不符。不过这种情况虽然罕见，但并非没有先例，1899年12月铸造的拉法耶特银元上所刻的年份就是1900。铸币局首先生产的是哪种头像金币已无从得知。1903年1月，铸币局又生产了17万5178枚金币，超出授权数量的258票由铸币局保存，等待化验委员会的年度检测。1902和1903年打造的金币没有任何区别。12月22日，有5万枚金币被送往圣路易斯国库，等待博览会组委会达成法案中的其它规定，其中可能性最大的就是缴纳保证金。
两种设计都先制作了100枚精制币。这些精制币没有向公众销售，只是以纸卡包装，并附上证书，向业内人士及铸币局官员提供。证书上有费城铸币局局长兰迪斯和首席铸币员莱茵·弗里德（Rhine R. Freed）的签名，硬币放在带有蜡纸窗口的信封里，再以细绳和铸币局的印章封口。路易斯安那购地博览会金币是美国历史上第一种纪念金币。

## 设计

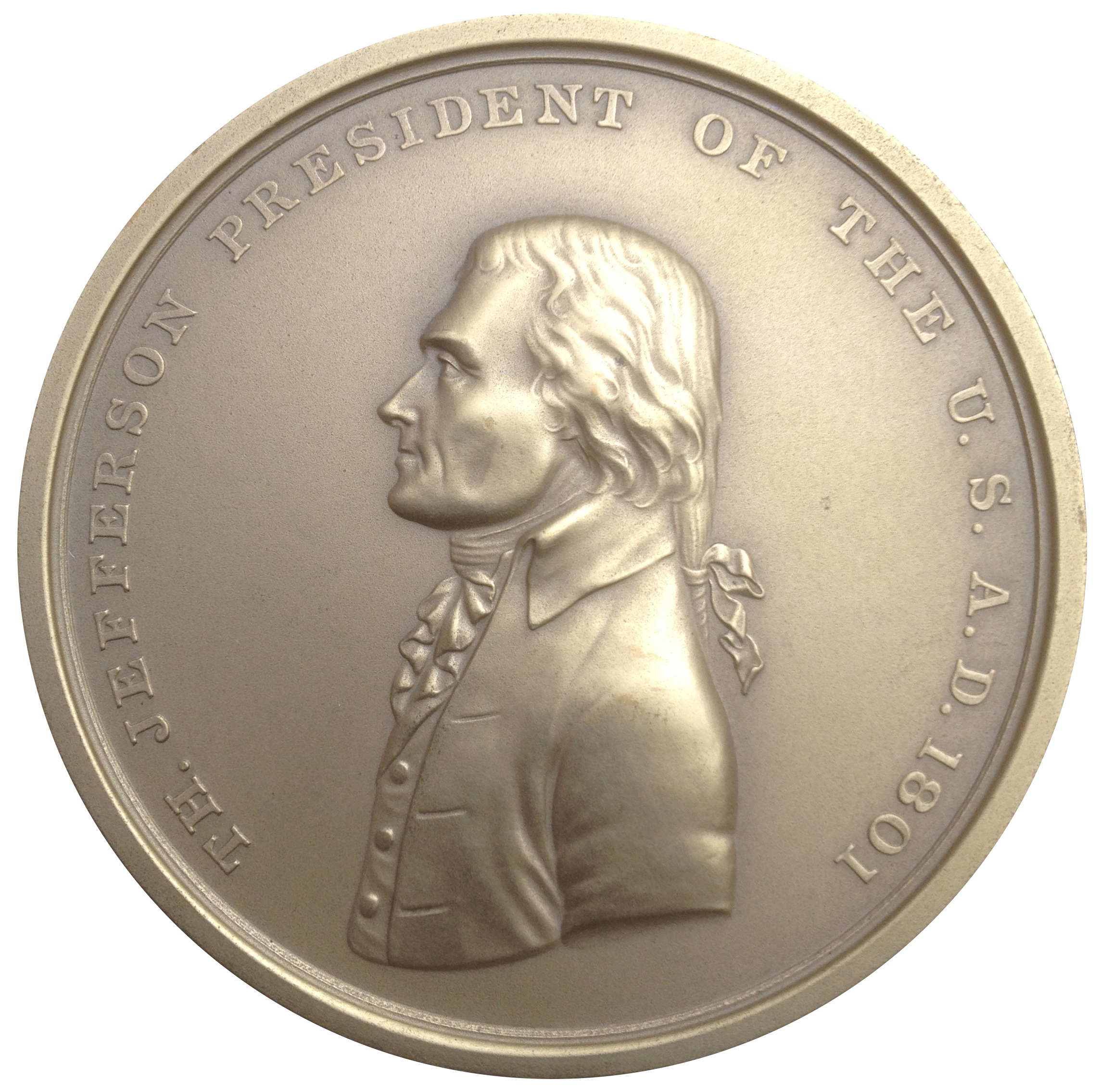
约翰·赖克设计的这枚印第安和平勋章所刻的是托马斯·杰斐逊，是路易斯安那购地博览会金币杰斐逊版正面的设计基础。

铸币局前雕刻师约翰·赖克曾根据让-安东尼·乌敦雕刻的托马斯·杰斐逊半身像设计过一种印第安和平勋章，巴伯根据这一勋章设计了金币的杰斐逊版正面。巴伯之前还曾设计过刻有麦金莱形象的奖章，再据此设计金币的麦金莱版正面。巴伯设计的奖章是以真人为模型，麦金莱总统当时亲自给首席雕刻师做模特儿。两种正面设计对应的背面完全相同，刻有面值（“一美元”），下方是橄榄枝和年份“1803-1903”，周围有（“路易斯安那购地博览会”）和举办地（“圣路易斯”）字样。
在钱币交易商麦克斯·梅尔看来，路易斯安那购地博览会金币堪称“所有纪念美元金币中最诱人的一种”。但斯沃泰克和布林显然不这么看，他们批评“查尔斯·爱德华·巴伯错误地描绘了（杰斐逊的）面部特征，导致他看起来倒像是路易斯安那购地交易的另一方，即拿破仑·波拿巴”。两人表示，金币上的麦金莱倒可以根据蝶形领结认出来，至于硬币的“橄榄枝——如果那真是橄榄枝的话——可能是指这82万8000平方英里国土是通过和平手段收购的”。钱币历史学家唐·塔克西（Don Taxay）批评赖克设计的奖章“欠缺优雅，杰斐逊驼着个背很不高兴地站在那里，仿佛现代版普洛克路斯忒斯”。塔克西还指出，巴伯重现的麦金莱形象招来了雕塑家奥古斯都·圣·高登斯（Augustus Saint-Gaudens）的强烈批评，两人在很长时间里都是对方的眼中钉。

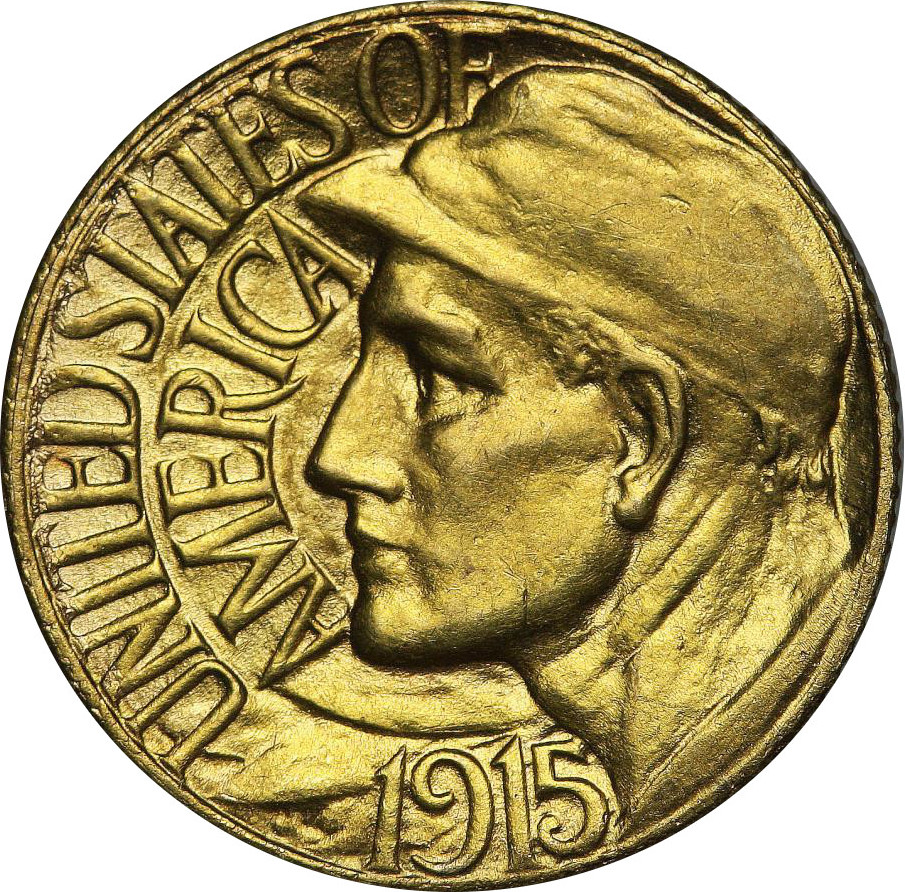
在艺术史学家科尼利厄斯·弗缪尔看来，巴拿马－太平洋金币比路易斯安那购地博览会金币更美观。

艺术史学家科尼利厄斯·弗缪尔（Cornelius Vermeule）对路易斯安那购地博览会金币的设计不以为然，1904至1905年发行的刘易斯与克拉克远征金币同样不能入他之法眼。在他看来，“这些硬币中缺乏（智慧的）火花，巴伯或（助理雕刻师，之后成为首席雕刻师）摩根的许多设计都是这样，上面的面孔、头发和衣饰都很平，所刻字母既小又挤，都连在一块”。他还指出，这些问题并不只是因为金币尺寸很小，称查尔斯·凯克（Charles Keck）设计的巴拿马－太平洋金币就要美观得多。弗缪尔还称，以金币发行时的情况来看，1903年的路易斯安那购地博览会金币有所创新，1904年《美国钱币杂志》（American Journal of Numismatics）上刊登的一篇文章认为，这种硬币“表明，在原本有些单调的自由女神基础上，我们的钱币（设计）终于有了新的起点……如果这种趋势能立足于常规铸币，那么这将给予收藏家新的热忱”。铸币局从1909年的林肯1美分开始在流通币上刻画真实人物，并且这一做法也伴随着1932年华盛顿25美分硬币的面世而漸漸普及。

## 发行、影响和收藏

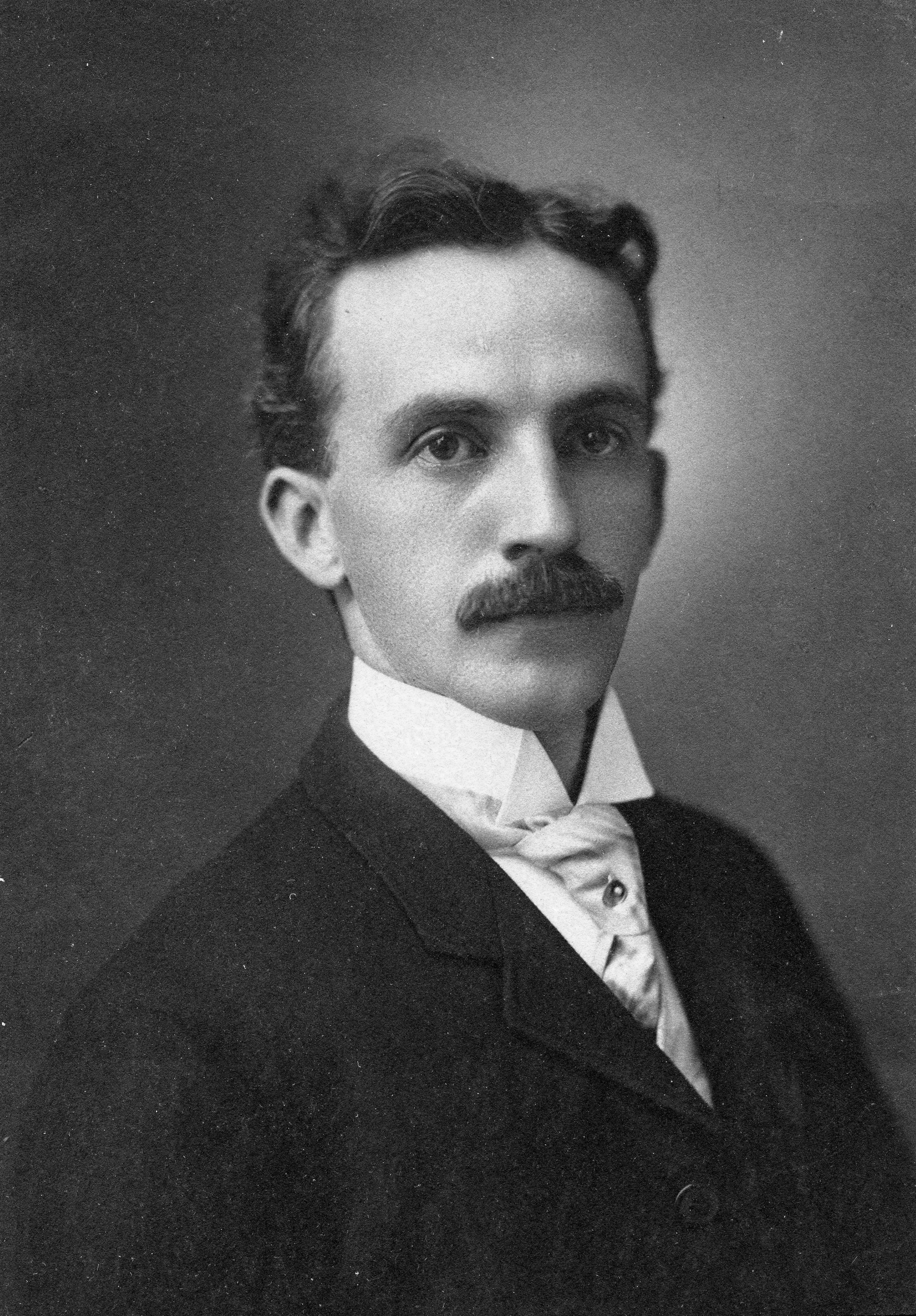
钱币学家法兰·泽布

1904年4月30日，路易斯安那购地博览会在圣路易斯开幕，比原计划延迟了一年多。展馆设在圣路易斯森林公园，占地面积515公顷，是历史上规模最大的世博会之一。现场有15座大型建筑和许多小展馆，估计大部分参观人士都只看过很小一部分景点，因为单看完农业大厦的景点就需要步行14公里。前来参观的人士高达2000万，流行歌曲（意为《到圣路易斯见》）就是由此而来。
金币的零售价为3美元。可以直接购买盒装，也可以与多种汤勺和珠宝搭配购买。有些钱币用焊锡嵌在其它商品上，这会对硬币如今的价值构成不利影响；也有些是以不会伤及金币的方式搭售。泽布设想以多种方式销售纪念币，他在博览会上售出的许多金币都是采用以上方法。买家不需要为硬币的装饰品支付额外费用。
泽布还在钱币学界推广这种金币。虽然按之后的标准来说3美元并不算高，但当时的许多钱币收藏家还是觉得，按面值的3倍价格销售有些太夸张，所以硬币的销量很不理想。泽布还想出其他多种方法来宣传路易斯安那购地博览会金币，他曾建议政府制作一枚价值10亿美元的金币到博览会上展出，还与一些供应商达成协议，将纪念币同加利福尼亚州私人生产的微型复制品搭配销售，这些复制品几乎不名一文，但要价却达到原版金币的一半。当时的知名钱币销售商托马斯··艾尔得（Thomas L. Elder）公开批评泽布的所做所为，指责他的宣传充满误导，只会抹黑其他的钱币交易商。
包括泽布在内的博览会组织者曾信誓旦旦地承诺，会坚持以3美元的发行价销售，避免硬币价格跌入二级市场。之前的哥伦布半美元和拉法耶特银元都已降价，并且这时还没能恢复到发行价。到1903年11月，售出的纪念币数量仅有约1万枚，其中还包括展会组织者及其他有意人士所买的部分。据钱币学家昆汀·戴维·鲍尔斯（Q. David Bowers）推算，前来博览会参观的游客可能买下有数千枚硬币，购买的大头都是钱币商和收藏家。展会结束后的多年里，泽布都在销售这种金币，钱币交易商麦克斯·梅尔从泽布手中买下数千枚，价格只比面值高一点，梅尔后在20世纪20年代通过邮购出售。鲍尔斯认为，泽布销售硬币的精神可嘉，堪称“充满热枕，甚至很英勇”，但是真正售出的仍然只有约3万5000枚，剩下的21万5000枚只能退回铸币局，于1914年左右熔毁。
钱币学家大卫·布罗瓦（David M. Bullowa）于1938年指出，铸币局没有保存硬币两种设计的生产数量记录，但他估计售出的麦金莱版要多10%。鲍尔斯则在半个世纪后表示了截然相反的看法，他根据自己的经验、以及从事硬币成色分级工作所做的报告得出结论，当年售出的杰斐逊版硬币要略多一些。斯沃泰克在2012年出版的著作中附有自己从事硬币分级服务期间检验过的纪念币数量，其中也表明杰斐逊版金币多于麦金莱版。
泽布曾保证坚守三美元的单价，但他并没有信守承诺，金币价格1905年下半年已跌至两美元左右。一直到1915年，纪念币的市场价才回升到3美元，此后继续保持上升势头。根据理查德·约曼（Richard S. Yeoman）2014年版的《美国钱币指南手册》（A Guide Book of United States Coins），杰斐逊版和麦金莱版金币如果成色在谢尔顿硬币分级标准中达到几乎未流通过的“-50”，那么价格都在500美元左右，如果提升到几乎原始状态的“-66”，则可以提高到2150美元，不过有些成色处于中间级别的杰斐逊版纪念币价格比麦金莱版要高。
泽布1905年自称“是唯一以三美元价格售出五万枚金币的人”。1923年他又撰文自称从未以低于三美元的价格出售路易斯安那购地博览会金币，因为“负责任的销售人员有义务向每位买家提供价格保护”。但是，他自认不是需要“负责任的销售人员”。

### 脚注
1. ↑  Slabaugh，第22–23頁.
2. 1 2 3  Slabaugh，第23頁.
3. 1 2 3 4 5 6 7 8 9 10  Swiatek & Breen，第120頁.
4. 1 2  Bureau of the Mint，第104–105頁.
5. ↑  Bowers Encyclopedia, Part 4.
6. ↑  The Numismatist & March 2004，第41–42頁.
7. ↑  American Numismatic Association.
8. 1 2 3  Taxay，第21頁.
9. 1 2 3  Swiatek，第71頁.
10. 1 2  Swiatek，第72頁.
11. ↑  Slabaugh，第20頁.
12. 1 2 3  Taxay，第19頁.
13. ↑  Mehl，第49頁.
14. 1 2 3 4  Vermeule，第105頁.
15. ↑  Slabaugh，第21頁.
16. ↑  Bowers Encyclopedia, Part 5.
17. 1 2 3 4 5 6  Bowers Encyclopedia, Part 6.
18. 1 2  Spink's Circular & May 1904，第7576頁.
19. ↑  The Numismatist & January 1903，第24頁.
20. ↑  The Numismatist & November 1903，第219頁.
21. 1 2 3 4  Bowers Encyclopedia, Part 7.
22. ↑  Swiatek，第73–74頁.
23. ↑  Yeoman，第286頁.
24. ↑  Philatelic West & August 31, 1905.

### 文献
书籍
- Bureau of the Mint. . Washington, D.C.: United States Government Printing Office. 1904  [2015-03-19]. （原始内容存档于2015-02-20）.
- Mehl, B. Max. . Fort Worth, TX: B. Max Mehl. 1937.
- Slabaugh, Arlie R.  second. Racine, WI: Whitman Publishing (then a division of Western Publishing Company, Inc.). 1975. ISBN 978-0-307-09377-6.
- Swiatek, Anthony. . Chicago: KWS Publishers. 2012. ISBN 978-0-9817736-7-4.
- Swiatek, Anthony; Breen, Walter. . New York: Arco Publishing. 1981. ISBN 978-0-668-04765-4.
- Taxay, Don. . New York: Arco Publishing. 1967. ISBN 978-0-668-01536-3.
- Vermeule, Cornelius. . Cambridge, MA: The Belknap Press of Harvard University Press. 1971. ISBN 978-0-674-62840-3.
- Yeoman, R.S.  67th. Atlanta, GA: Whitman Publishing LLC. 2013. ISBN 978-0-7948-4180-5.

其他来源
- . American Numismatic Association.   [2014-06-28]. （原始内容存档于2014-06-28）.
- Arnold, George C. . The Numismatist (Colorado Springs, CO: American Numismatic Association). 1903-01: 24  [2015-03-19]. （原始内容存档于2015-04-06）.
- . The Numismatist (Colorado Springs, CO: American Numismatic Association). 1903-11: 218–219  [2015-03-19]. （原始内容存档于2015-04-06）.
- Bowers, Q. David. . Commemorative Coins of the United States: A Complete Encyclopedia. Professional Coin Grading Service.   [2015-03-19]. （原始内容存档于2015-03-19）.
- Bowers, Q. David. . Commemorative Coins of the United States: A Complete Encyclopedia. Professional Coin Grading Service.   [2015-03-19]. （原始内容存档于2015-03-19）.
- Bowers, Q. David. . Commemorative Coins of the United States: A Complete Encyclopedia. Professional Coin Grading Service.   [2015-03-19]. （原始内容存档于2015-03-19）.
- Bowers, Q. David. . Commemorative Coins of the United States: A Complete Encyclopedia. Professional Coin Grading Service.   [2015-03-19]. （原始内容存档于2015-03-19）.
- Hunt, Jim; Wells, Jim. . The Numismatist (Colorado Springs, CO: American Numismatic Association). 2004-03: 40–44.
- . The Philatelic West (Superior, NE: L.T. Brodstone). 1905-08-31: unnumbered  [2015-03-19]. （原始内容存档于2021-05-01）.
- . Spink & Son's Monthly Numismatic Circular (London: Spink & Son's). 1904-05: 7576–7577  [2015-03-19]. （原始内容存档于2015-04-05）.